# Landsborough River
Der Landsborough River ist ein Fluss in der Region West Coast auf der Südinsel von Neuseeland.

## Geographie
Der Landsborough River entspringt an der heutigen Gletscherzunge des McKerrow Glacier südlich der Hooker Range und rund 3,2 km westlich des 2598 m hohen Mount Isabel. Von seiner Quelle fließt der Fluss in einem Linksbogen zunächst in südliche bis südwestliche Richtung, dreht an den Südflanken der Solution Range für knapp 10 km in westliche Richtung, um dann bis zu seiner Mündung in den Haast River seine südwestliche Richtung fortzusetzen. Der Fluss besitzt eine Gesamtlänge von rund 60 km.
Der Rubicon Torrent ist der einzige linke Nebenfluss und entspringt dem 2458 m hohen Mount Spence. der einzige rechte Nebenfluss, der Clarke River, stößt rund 6 km vor der Mündung des Landsborough River in den Hast River hinzu.

## Nutzung
Der Landsborough River ist bei Rafting-Fahrern sehr beliebt. Die Schwierigkeitsgrade im Flussverlauf liegen zwischen den Graden zwei bis fünf. Jetboot- und Kanu- sowie Kajakfahren ist aus dem Fluss ebenfalls in Teilen möglich.